# Падобрански десант у Нормандији
Падобрански десант Савезника у Нормандији представља једну од највећих падобранских акција икада изведену. У ноћи између 5. и 6. јуна 1944. године са аеродрома у Уједињеном Краљевству полетело је 432 авиона типа Ц-47 са преко 7.000 падобранаца америчке 101. падобранске дивизије и отпочело инвазију у Нормандији. После првог таласа уследио је други са 82. америчком падобранском дивизијом и британском 6. падобранском дивизијом која је искрцана у близини реке Орне где је са својих 7.900 војника имала задатак да зауставе могући немачки контранапад на зоне десанта. Операција је доживела успех и већ прве ноћи, иако је било великих проблема око концентрације и организовања испуњени су и први задаци. Падобранске снаге су претрпеле велике губитке али су у наредним данима испуниле већину задатака. Погинуло је преко 2.000 падобранаца а око 2.500 је рањено. Ова операција је такође послужила као модел за накнадну операцију Меркет гарден. Овај десант је и уједно означио почетак операције Оверлорд и отварање другог фронта у Другом светском рату.

## План десанта
Да би искрцавање у Нормандији било успешно било је неопходно заштитити инвазионе снаге које је требало да заузму обалу. Да би се то постигло требало је заузети немачка упоришта, мостове и путеве у непосредној близини и дубини од неколико десетина километара од самих места искрцавања. Савезнички команданти су били свесни чињенице да ако немачка команда успешно доведе тенкове на плаже цела операција ће пропасти. У самој Француској су биле стациониране јаке тенковске јединице као што су Немачка 21. оклопна дивизија која је била распоређена у близини Кана и немачка 12. СС оклопна дивизија „Хитлерјугенд“. То су биле елитне јединице наоружане одличним наоружањем и борбеном опремом и вођене искусним кадром. Да би се инвазионе снаге заштитиле од ове опасности коришћене су две тактике. Једна је била искрцавање падобранаца, држање мостова и постављање заседа немачким оклопним трупама а друга је била коришћење борбене нисколетеће авијације за обрушавање да би се немачким колонама нанели што већи губици.
Планирано је да се америчке падобранске трупе спусте падобранима у два таласа, шифровано названа Олбани и Бостон.
У првом таласу би се спустила 101. падобранска дивизија која је требало да се прикупи, осигура излазе са плаже Јута, уништи артиљеријску батерију која је била у домету плаже одређене за искрцавање и дигне у ваздух мостове у зони операције. Међутим, нису сви мостови били одређени за уништавање. Неки мостови су морали остати нетакнути да би инвазионе снаге могле да крену у офанзиву када се мостобран на плажама осигура.
У исто време би се и британске падобранске снаге спустиле једрилицама и заузеле важне тачке североисточно од Кана. Истовремено би били спуштени и припадници јединице САС који су имали задатак да заузму или униште најопасније тачке снабдевања немачке војске као и да нападају локалне команде и униште комуникације заједно са француским покретом отпора Маки. По неким војним аналитичарима британске падобранске снаге су имале најтежи задатак јер су морале да зауставе могући контранапад немачких трупа који би по проценама, да је био добро организован и спроведен, могао да очисти све плаже у само једном дану и баци инвазионе трупе назад у Ламанш. 
У другом таласу америчка 82. падобранска дивизија би се спустила западно од плаже Јута и заузела територију око Сен Мере Еглиза. Задатак је био исти као и код 101. падобранске: заузети виталне тачке али и отворити пролазе за трупе које је требало да се искрцају на плаже истога јутра.
То је био план за први дан. Даља диспозиција и покрети требало је да буду у складу са покретима трупа које би се искрцале на плажама првог дана и чишћење непријатељске позадине како би те трупе могле да напредују даље унутар копна. Тада се увео појам "Hold until relieved" што у буквалном преводу значи „Држите се док не стигне појачање“. Падобранци су морали заузети објективе и циљеве зацртане плановима савезничке војске, држати их док не стигне појачање и онда наставити са дејством где год буду потребни. Сваки падобранац је морао знати место окупљања, објективе као и остале зацртане тачке у глави, без коришћења исцртане мапе. То је допринело томе да чак и ако Немцима падне нека мапа у руке неће моћи да виде планиране покрете и стратегију напада. Такође то је помогло прикупљању падобранаца и повећавању њихове борбене ефикасности.

## План немачке команде
По доласку Ервина Ромела на чело команде многе ствари су се промениле у „Атлантском бедему“ како су Немци звали линије утврђења и одбране које је требало да зауставе савезничку инвазију. Осим што је ојачао плаже он је почео да примењује тактику јаких митраљеских гнезда и дрвених стубова да би зауставио савезнички десант једрилицама. У суштини то су били стубићи величине око 2 метра постављени у густом распореду око могућих места десаната: пољана, чистина, њива и сл.
Ромел није имао довољно трупа да држи целу линију обале. Већина трупа је била на Источном фронту. Оно што је Ромел имао на располагању било је „или сувише старо или младо за Источи фронт или је било рањено тамо па послато на лечење на Западни фронт." Било је доста стационарних јединица (нису имале транспорт већ су биле задужене да држе одређени сектор). Неке јединице су дошле са Источног фронта и биле попуњене или заробљеницима или војницима из сателитских и окупирани држава.
Најјача 15. армија је била држана у близини Па-де-Калеа у случају да се ту искрцају Савезници. То је истовремено значило да су тенкови и остала возила потребна за успешно разбијање инвазије били далеко од места инвазије и да би им требало доста времена као и потпуно очувани мостови и путеви за покрет и довођење у борбено дејство. А можда и важније, требало им је чисто небо без авиона за обрушавање и бомбардера да их уништавају у бришућем лету. Сва три фактора који су били важни за одбрану немачке војске: време, пут и чисто небо, изгубљени су у прва три дана. То се фатално одразило за немачку одбрану.
Немачка одбрана је планирала да допусти искрцавање и онда крене у противнапад свим јединицама којима располаже. Тенкови су држани у позадини. Цела група армија „Б“ се поделила на трупе које су на плажама и оне у дубљој позадини. Ромел је био оштро против тога и залагао се да се савезничка инвазија уништи још на плажама. Самим тим трупе би биле ближе фронту. Међутим у томе је само делимично успео. Али је зато потпуно успео да целокупну територију у дубини до 40 километара од плажа покрије јаким митраљеским бункерима, утврђењима са против-авионским оруђима, минобацачима, скривеним батеријама топова и лаких тенкова. Између њих патролирала су лака оклопна и извиђачка возила као нпр. СдКфз 251, СдКфз 222 итд. 
Међутим због успешне варке против падобранаца су се бориле конкретно 91. Падобранска „Фалширмјегер“ дивизија, 243. и 709. пешадијска дивизија и 6. падобрански пук. Ове немачке јединице су ступиле у борби прве, одмах по отпочињању инвазије.

## Десант
Десант је отпочео између 00:48 и 01:40 часова по Лондонском времену. Првих 6.928 падобранаца је уз помоћ 432 „Дакоте“ Ц-47 избачено над северном Француском.

### Први талас
Пре главног таласа избачени су ткзв. Pathfinder-и односно падобранци са Ребека-Еурека системима за навигацију који су тражили зоне искакања на терену, постављали апаратуре за навигацију остатка транспортних авиона и практично први ступили на тло Француске. После њих уследио је главни десант. 
Главни десант је дошао не како су Немци очекивали са севера већ са запада и падобранци су избачени линијски потезом запад-исток. Први је избачен 502. падобрански пук 101. падобранске дивизије. Иако су метеоролошки услови били веома неповољни већи проблем је представљао лош сигнал са циљних зона искакања. Ребека-еурека систем још увек није функционисао како треба и на више места сигнал је изостао. То је приморало пилоте да се сналазе и сами процењују места искакања. У сваком случају 502. падобрански пук је избачен без већих губитака и иако раштркан (неки падобранци су се нашли скоро на самим плажама) успео је да заузме све зацртане циљеве још исто вече. Официри су прикупљали раштркане падобранце и оформљавали ударне групе. Али артиљерија која је требало да буде избачена заједно са 502. пад. пуком је претрпела велике губитке и само је једна хаубица остала читава. 
Следећи су искакали падобранци 506. падобранског пука. Они су претрпели губитке од немачке против-авионске артиљерије али су успели да сачувају борбену ефективу до максимума. Проблем је опет био раштркано искакање. Пилоти су из страха да им авион не буде погођен мењали курс, брзину и висину и допринели да падобранци буду разбацани тако да је мали број стигао до места окупљања. Међутим официри су успели да прикупе довољно падобранаца и заузму своје циљеве после тешке борбе. За само једно село, Пупевил, борба је трајала од 06:00 до поднева, непосредно пре доласка 4. дивизије која се искрцала на плажама. Тада је команда савезничке војске први пут сазнала да се на тој територији налазе Фалширмјегери (немачки падобранци) који су пружили жесток отпор. Такође, сви излази са плажа су били заузети што је олакшало инвазионим снагама да наставе напредовање још истог дана. 
Највише је од ФлаК артиљерије страдао 501. пад. пук који је искочио трећи по реду. Немачка војска је била под пуном ратном узбуном и небо су прекрили облачићи против-авионске артиљерије. Много је транспортних авиона уништено пре него што су могли да испусте падобранце. Погинула су 2 од укупно 3 команданта батаљона целог пука. Али је и 501. пад. пук успео да заузме своје циљеве и успешно испуни свој задатак за то јутро. Заузети су ла Баркет у 04:00, два пешачка моста недалеко од ла Порт у 04:30 и разбијени елементи немачког падобранског пука који их је држао. Али, иако је 2. батаљон спуштен без већих губитака и раштркавања није успео да Сен-Ком-Ду-Монт у да уништи велике мостове који би онемогућили немачким трупама да се повуку (цео један батаљон Фолксгренадира се са својим оклопним транспортерима и лаким возилима извукао из окружења).

### Други талас
Мисија Бостон, односно други талас десанта почео је у 01:51 часова десантом 82. пад. дивизије. Укупно је полетело 369 „Дакота“ Ц-47, организованих у 10 група које су у три таласа испуштале падобранце. За разлику од 101. пад. дивизије 82. је имала више среће са Ребека-Еурека системом а где је систем затајио коришћене су светлеће гранате које су се могле видети километрима далеко. То је поспешило сналажење и први пук који је искакао, 505., успео је да 75% ефективе скупи на територији од два километра.
Међутим следећи скокови нису били толико прецизни. Делом зато што Pathfinder-и односно извиђачи нису успели да поставе Ребека-Еурека системе (некима су целе апаратуре отпале са униформе приликом искакања јер је против-авионска ватра била жестока а пилоти маневрисали при великој брзини) а делом зато што немачка против-авионска артиљерија потпуно пробудила и посаде су почеле да пуцају прецизнијом ватром. Међу пуковима, 508. пад. пук је најгоре прошао јер је само 25% трупа успело да се прикупи. Пола пука је избачено источно од реке Мердерет и самим тим није могло да утиче на развој догађаја (по плану требало је искочити западно од реке Мердерет, уништити лаке одбрамбене положаје у селима на самој реци, заузети мостове и држати их). Било је и других проблема. Извиђачи 507. пад. пука су доспели до зоне искакања али нису смели да пале светлеће гранате због немачких војника који су били у близини (прво се мислило да су то само против-авионске посаде са лаким ФлаК 20mm топовима када се после сазнало да је ту био ојачан Фолксгренадир батаљон са минобацачима и лаким оклопним возилима). То је допринело томе да 507. пад. пук, пола своје ефективе има разбацане далеко од зоне искакања а пола у најгорој мочвари где су се неки падобранци и удавили а доста опреме изгубљено. 
Први (и једини) успех за Д-Дан 82. пад. дивизије је било заузимање Сен-Мере-Еглиза, села које је заузето од стране 3. батаљона 505. пад. пука без испаљеног метка 04:30 часова. Мостови на реци Мердерет су остали у немачким рукама иако је направљена групација од неколико стотина падобранаца из сва три пука 82. пад. дивизије. Још веће изненађење је уследило ујутру када су немачки Фалширмјегери извели жесток против-напад на село које је држала само једна чета 3. батаљона 505. пад. пука. Напад је одбијен и Фалширмјегери су се повукли ка реци Мердерет.

## Наставак борби
Сам десант је представљао прву фазу операције за савезничке падобранце. Они су наставили борбу као пешадија у немачкој позадини у задацима као што су уништавање конвоја, напади на мостове и утврђене тачке, заузимање насељених места, заштитница главним инвазионих снага на плажама итд.

### Спајање са инвазионим снагама
Један од циљева падобранског десанта био је и спајање са главним инвазионим снагама на плажама. Падобранци су имали задатак заштите истих држањем главних саобраћајница и мостова али и спајања и уништавања немачких резерви у непосредној близини плажа. Инвазионе снаге на плажама, без подршке трупа унутар копна су биле изложене немачкој артиљеријској ватри, снајперима и контра-нападима мешовитих јединица.
Савезнички штаб је одредио да се батаљони падобранских пукова поделе у три групе:
- групе које заузимају зоне искакања и осигуравају их
- групе које заузимају важније противничке инсталације и положаје
- групе које крећу ка плажама са циљем да до јутра очисте такозване „излазе“ на истим

Идеја је била да се заузме што већа зона дејства и очисте путеви ка унутрашњости уз истовремено спречавање немачких снага да се концентришу за контра-нападе. Британске снаге су имале другачији борбени распоред. Њихов задатак су били мостови, прелази, веће и јаче утврђене мете. Због тога су британске падобранске снаге искрцаване у једрилицама да би се постигла максимална могућа концентрација и ефектива веома брзо ставила у борбу. Са регуларним падобранцима искрцани су и командоси са специјалним задацима: минирање, елиминација официра, напади на бункере и одбрамбене линије немачке војске.
План се изјаловио одмах по почетку искрцавања, нарочито за америчке падобранце. Због јаке против-авионске ватре падобранци су се распршили по великој територији, било је немогуће потпуно се прикупити, велики број падобранаца је остао без опреме, нарочито средстава везе, један број је погинуо. И поред почетних потешкоћа, прве организоване групе из 502. падобранског пука су успеле да неутралишу неколико контролних пунктова у близини самих плажа и у зору су се спојиле са деловима 4. пешадијске дивизије. Већина јединица из 101. и 82. падобранске дивизије је успела да очисти зоне искакања и осигура путеве до плажа. Након 24 сата, само 2.500 од 6.000 људи у 101. падобранској дивизији је било на располагању команде дивизије. Са друге стране, 82. падобранска дивизија је успела да се прикупи око села Сен Мер Еглиза и да одбије жесток против-напад немачких падобранаца у зору 6. јуна. 

### Лов на топове
Битка за Мервилску артиљеријску батерију се догодила 6. јуна 1944. године, као део операције искрцавања у Нормандији. Савезничке снаге су имале информације да се у Мервилу налази артиљеријска јединица која може да угрози искрцавање британских снага на оближњим плажама. У акцију је укључен девети падобрански батаљан са око 150 војника без тешког наоружања. Батаљон је успео да зароби батерију, када се испоставило да је у питању стара артиљерија из Првог светског рата, која није имала домет којим би могла да угрози искрцавање.

### Битка за Карантан
Битка за Карентан је трајала између 10. и 15. јуна, и водила се између падобранских јединица америчке војске и више немачких јединица, међу којима и 17. СС оклопна панцергренадирска дивизија. Циљ америчких снага је био да утврде и осигурају освојене плаже, и територију око њих. 
Амерички падобранци су се пробили у град током 10. и 11. јуна, док су се немачке снаге повукле из града због недостатка муниције 12. јуна. СС дивизија је 13. јуна покушала да истера америчке снаге из града, али није успела у томе.

### Бокаж
Рано изјутра 13. јуна, делови оклопног пука (еквивалент тенковског батаљона у другим армијама) и моторизовани батаљон (механизована пешадија) британске 7. оклопне дивизије приближавали су се француском градићу Вијер-Бокаж из правца северозапада. Немачки тенковски командир Михаел Витман се налазио у близини града са малом јединицом састављеном од шест тенкова типа Тигар. У једној од најуспешнијих акција малих јединица током рата, Витман је извршио јуриш на британску колону и раздвојио је на делове, након чега је са кратког одстојања уништио велики број британских возила крећући се паралелно са британском колоном у правцу ка граду. Други тенкови из његове јединице су својом акцијом такође допринели британским губицима који су били тешки

## Значај десанта
Десант је означио почетак отварања новог фронта у Другом светском рату. Први савезнички војници који су крочили на тле Француске су у ствари били падобранци. Десант је увелико помогао инвазионим снагама које су се искрцале на плаже да продру даље у копно и учврсте мостобран, онемогућен је немачки контра-напад на плаже и створен је хаос и пометња у његовој позадини. Неке артиљеријске батерије које су биле добро скривене и тешка мета за савезничку авијацију су такође уништене још првог дана дејством падобранаца. Такође, савезничке падобранске јединице су стекле неопходно искуство и повећале борбену способност. 

## Занимљивости везане за десант
Десант у немачкој позадини није био лак и извршен је по мрклом мраку. Да би се смањила међусобна ватра између падобранаца коришћен је чувен систем „Гром!"-"Муња!" односно "Thunder!"-"Flash!", односно основна лозинка савезничких трупа у Нормандији. Самим тим је сваки падобранац могао да зна да ли се испред њега налазе падобранске колеге или немачки војници.